# マノン・レスコー
『マノン・レスコー』（Manon Lescaut）は、アベ・プレヴォーの長編小説で、ヒロインの名前でもある。正しい題名は『騎士デ・グリューとマノン・レスコーの物語』（Histoire du chevalier Des Grieux et de Manon Lescaut）で、7巻からなる自伝的小説集『ある貴族の回想と冒険』（Mémoires et Aventures d'un homme de qualité qui s'est retiré du monde）の第7巻に当たる。1731年刊。

## 概要
騎士デ・グリューは美少女マノンと出会い駆け落ちするが、彼女を愛した男たちは嫉妬や彼女の欲望から破滅していき、デ・グリューも巻き込まれて数々の罪を犯す。彼女はアメリカへ追放処分となり、デ・グリューも彼女に付き添って行くが、アメリカでも彼女をめぐる事件は起き、ついにマノンは寂しい荒野で彼の腕に抱かれて死ぬ。
ファム・ファタール（男たちを破滅させる女）を描いた文学作品としては最初のものといわれ、繊細な心理描写からロマン主義文学の始まりともされる。

## 舞台化・映像化作品など
この小説を基に、数多くの舞台・映像作品その他が作られている。以下はその代表的なものである。
オペラ
- マノン・レスコー - ダニエル＝フランソワ＝エスプリ・オベール作曲。1856年初演。
- マノン - ジュール・マスネ作曲。1884年初演[2]。
- マノン・レスコー - ジャコモ・プッチーニ作曲。1893年初演。

バレエ
- マノン・レスコー（フランス語版） - ジャン＝ピエール・オメール（英語版）振付、フロマンタル・アレヴィ作曲。1830年初演。
- マノン - マクミラン振付、マスネの音楽による。1974年初演。

映画
- マノン・レスコオ - 1927年のアメリカ映画。アラン・クロスランド監督、ジョン・バリモアとドロレス・コステロの主演。
- 情婦マノン - 1948年のフランス映画。アンリ＝ジョルジュ・クルーゾー監督、セシル・オーブリー主演。
- 恋のマノン - 1968年のフランス映画。ジャン・オーレル監督、カトリーヌ・ドヌーヴ主演。
- マノン - 1981年の日本映画[2]。東陽一監督・脚本、烏丸せつこ主演。
- マノン・レスコー - 2013年のフランス映画。ガブリエル・アギヨン監督、セリーヌ・ペロー主演。

テレビドラマ
- 花はなにいろ - NHK「銀河テレビ小説」の一作。1979年12月放送。柴英三郎脚本、中野良子、秋野太作、清水綋治、殿山泰司他出演。

ミュージカル
- マノン - 宝塚歌劇団花組によるバウホールおよび日本青年館公演。2001年。瀬奈じゅんの初バウホール主演作品となる。ヒロインは後に月組で瀬奈とトップコンビを組む彩乃かなみが務めた。中村暁脚本、磯野千尋、蘭寿とむ、壮一帆、未涼亜希他出演。
- 舞音 -MANON- - 宝塚歌劇団月組公演として、2015年11月 - 2016年2月に宝塚大劇場と東京宝塚劇場で上演。脚本・演出は植田景子、主演は龍真咲。作品の舞台を20世紀初頭の仏領インドシナ（現ベトナム）に置き換え構成。併演は『GOLDEN JAZZ』（作・演出は稲葉太地）[3]。

ポピュラーソング
- あなた色のマノン - 岩崎良美
- マノン - 北出菜奈（シングル「月華-tsukihana-」収録）

## 日本語訳
- マノン・レスコー（河盛好蔵 訳、岩波文庫、初版1929年1月、改版1981年ほか、ISBN 9784003251911）
- マノン・レスコー（青柳瑞穂 訳、新潮文庫、1956年、改版2004年ほか、ISBN 9784102006016）
- マノン（石井洋二郎・石井啓子 訳、新書館、1998年1月、ISBN 9784403110030）
- マノン・レスコー（野崎歓 訳、光文社古典新訳文庫、2017年12月、ISBN 9784334753665）